# Bodensee-Radweg
Der Bodensee-Radweg ist ein rund 260 Kilometer langer Radfernweg entlang der Ufer des Bodensees. Er wurde 1983 durchgehend beschildert und gilt mit über 220.000 Radfahrern pro Jahr als einer der beliebtesten Radwege Europas.

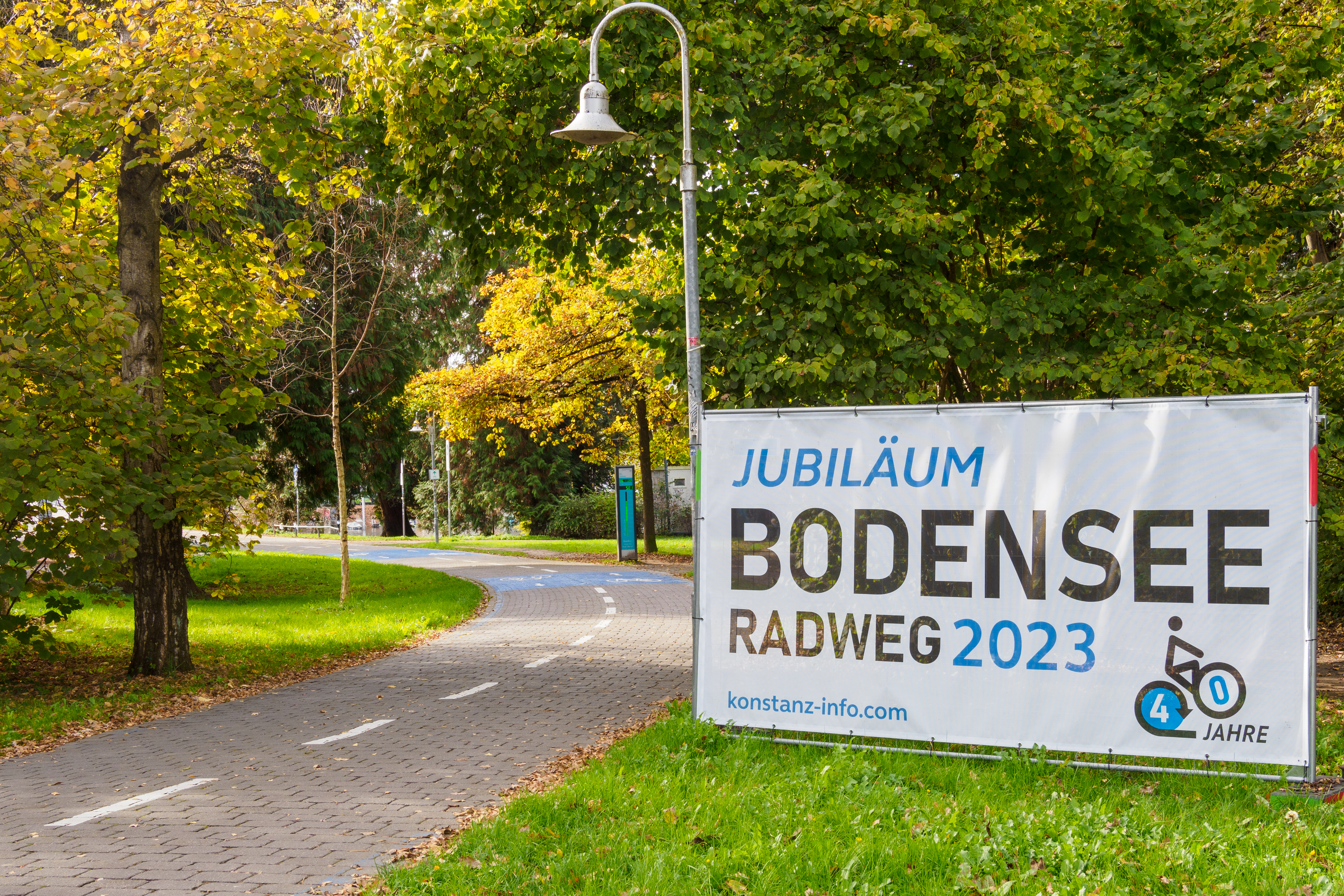
Jubiläum: Bodensee-Radweg in Konstanz (Fahrradstraße)

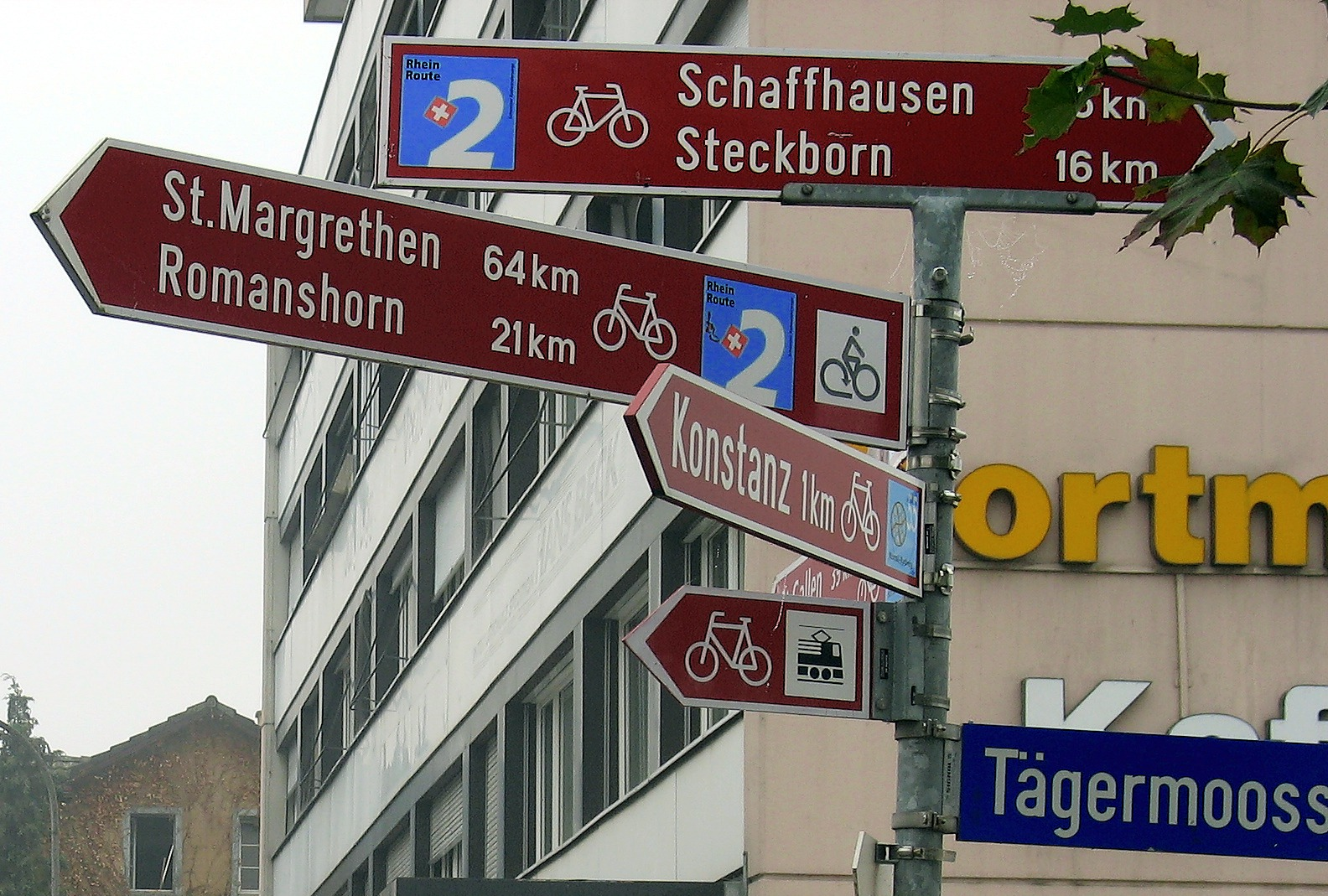
Schild des Bodensee-Radweges in Kreuzlingen

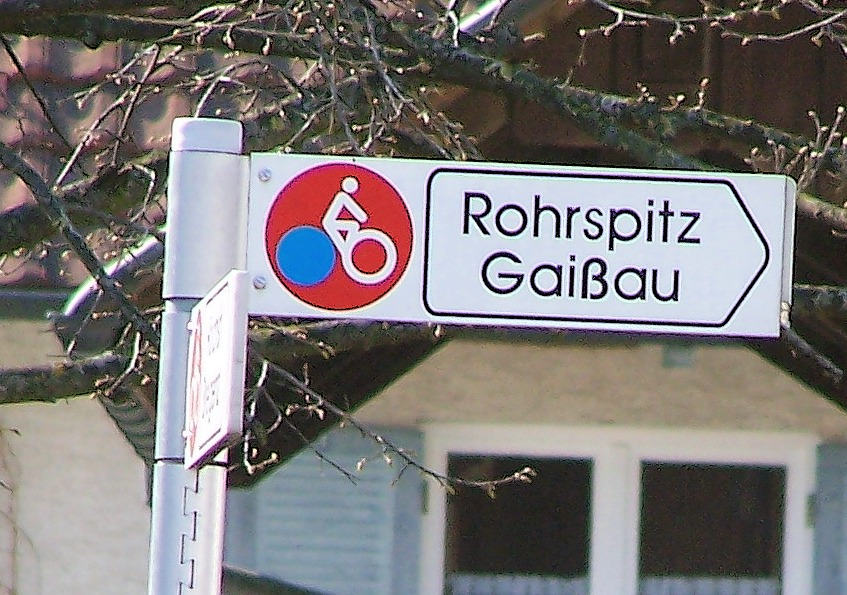
Schild des Bodensee-Radweges in Fußach

## Verlauf
Der Bodensee-Radweg umläuft den gesamten Bodensee inklusive Untersee und Überlinger See. Für eine kürzere Route wird der Überlinger See durch die Autofähre Konstanz–Meersburg überquert oder der Untersee nicht umrundet. Der Radweg führt durch alle Städte entlang des Bodenseeufers.
Auf der Schweizer Seite fällt der Bodensee-Radweg mit dem Rheinradweg – genauer mit dessen schweizerischem Abschnitt, der Rhein-Route – zusammen. Der Bodensee-Rundweg führt demgegenüber manchmal ufernäher, manchmal aber auch oberhalb des Sees und ist oftmals nicht für Radfahrer geeignet oder erlaubt. Zum größten Teil führt der Bodensee-Radweg durch nur leicht hügeliges oder gänzlich flaches Gebiet.
In Konstanz beginnend, ergeben sich im Uhrzeigersinn folgende Etappen:

### Konstanz → Steckborn → Stein am Rhein, 29 km

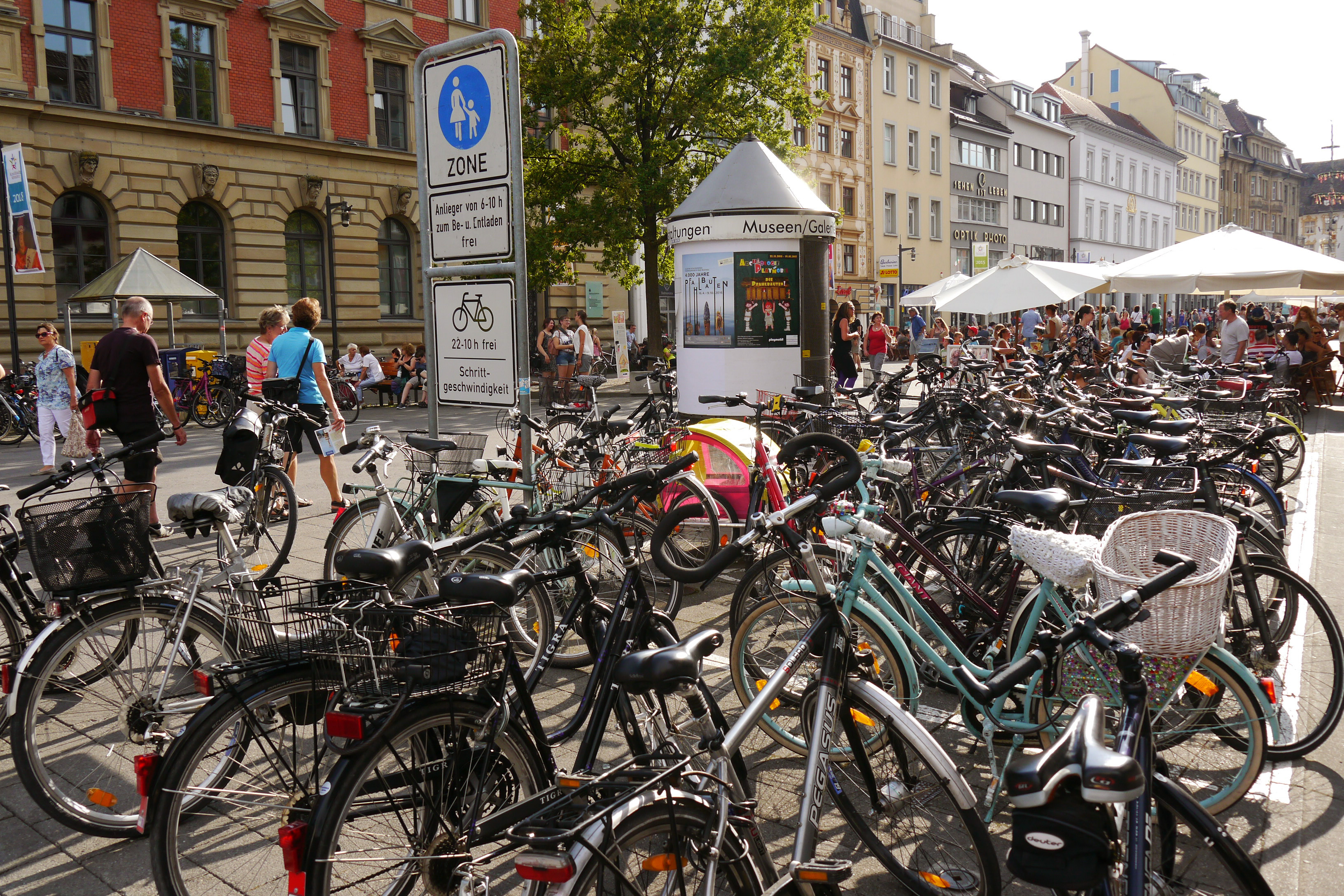
Konstanz ist sehr fahrradfreundlich.

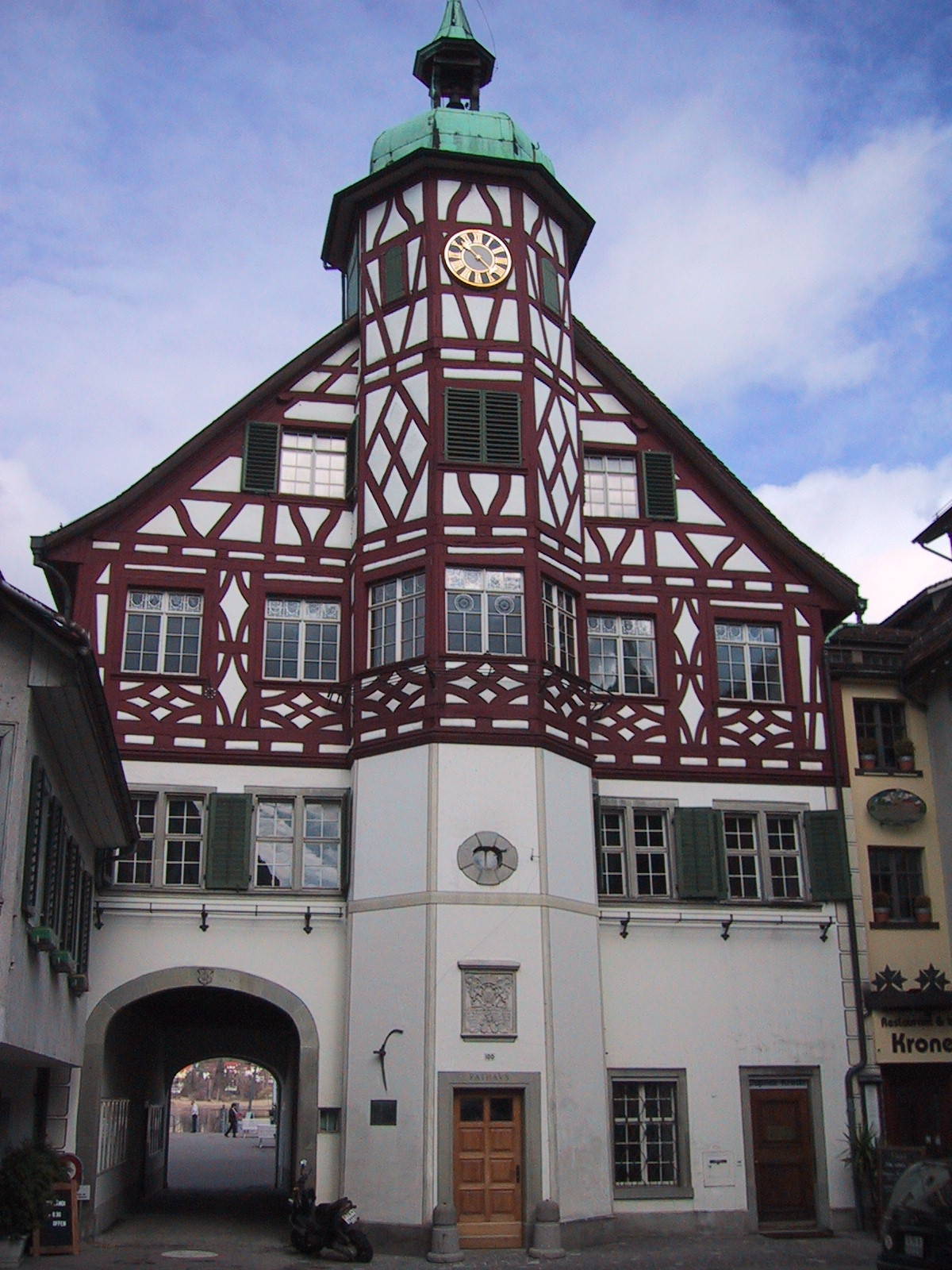
Rathaus Steckborn

Konstanz < 7,5 km > Ermatingen < 9 km > Steckborn < 6 km > Mammern <6,5 km > Stein am Rhein
Von Konstanz geht es direkt in die Schweiz (oder alternativ zuerst auf die Insel Reichenau und von dort mit dem Schiff nach Ermatingen). Am Untersee entlang verläuft der Radweg über Ermatingen, Salenstein, Steckborn, Mammern und Eschenz nach Stein am Rhein.

#### Sehenswürdigkeiten
- In Ermatingen: die paritätische (kath./ev.) Kirche St. Albin, das Schloss Wolfsberg, das Gasthaus Adler aus dem 13. Jahrhundert, der Kehlhof, Stad am See mit alten Fischerhäusern und das Zollhaus
- In Salenstein: die fünf Schlösser Arenenberg, Eugensberg, Salenstein, Schloss Louisenberg im Ortsteil Mannenbach-Salenstein und Schloss Hubberg im Ortsteil Fruthwilen
- In Steckborn: Altstadt mit Rathaus, Stadtkirche (1766) und der Turmhof mit Heimatmuseum
- In Mammern: Schlosskapelle, Ruine Neuburg und die Wallfahrtskirche Klingenzell
- In Stein: Altstadt mit Marktplatz und Rathaus, Stadtteil Burg mit Resten von Türmen und Mauern des römischen Kastells Tasgetium, die Burg Hohenklingen, das ehemalige Kloster St. Georgen und das Museum Lindwurm

Variante (ca. 39 km): Ab Stein am Rhein über Diessenhofen, Feuerthalen, Flurlingen und Laufen nach Neuhausen am Rheinfall. Durch Schaffhausen, Büsingen am Hochrhein und Gailingen zurück nach Stein.

### Stein am Rhein → Radolfzell → Konstanz, 43 km

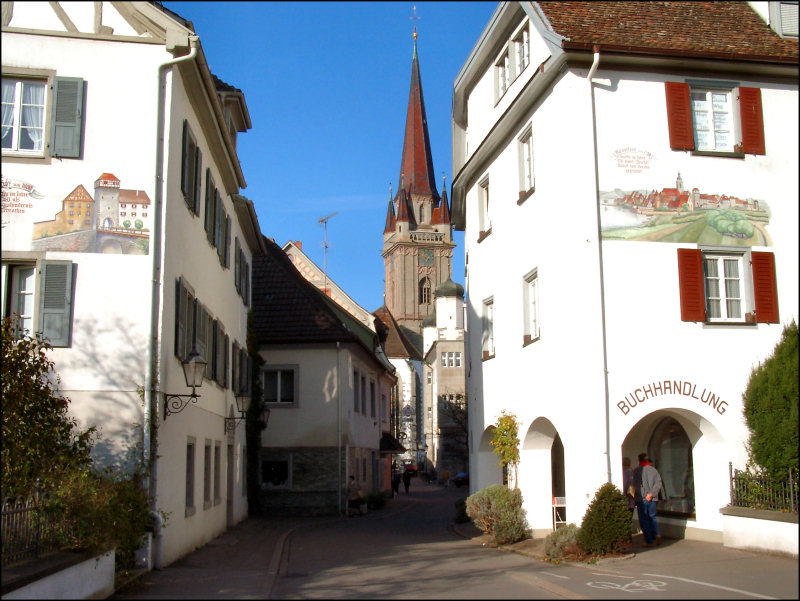
Das Obertor der Altstadt in Radolfzell

Stein am Rhein < 9 km > Gaienhofen < 13 km > Radolfzell < 10 km > Allensbach < 11 km > Konstanz
Nach Stein am Rhein verlässt der Radwanderer bei Ennetbruck die Schweiz und kommt nach Deutschland zurück. Bei Öhningen beginnt die Halbinsel Höri – der Gottesgarten am See. Über Wangen, Hemmenhofen, Gaienhofen und das Naturschutzgebiet am Zeller See gelangt man nach Radolfzell. 826 gründete hier Bischof Radolf von Verona eine Niederlassung; der Namensteil -zell zeugt von der Geistlichkeit der Siedlung. An der Halbinsel Mettnau vorbei geht die Fahrt weiter nach Allensbach, vielen durch das Institut für Demoskopie bekannt. Gegenüber der Gemüseinsel Reichenau und am Fuße des Bodanrücks folgt der Bodensee-Radweg dem seit 1973 als „Europareservat“ und seit 1976 als „Feuchtgebiet von internationaler Bedeutung“ eingestufte Naturschutzgebiet Wollmatinger Ried über Petershausen zurück nach Konstanz.

#### Sehenswürdigkeiten
- In Öhningen: das Chorherrenstift, die Wallfahrtskirche Schienen, die etwa 60 km² große Halbinsel Höri und das Heimatmuseum im Fischerhaus in Wangen
- In Radolfzell: die Altstadt mit Münster, Rathaus und Ritterschaftshaus, das Scheffelschlösschen, das Wasserschloss Möggingen, die Mettnau mit Naturschutzhaus und das Österreichische Schlösschen
- In Allensbach: der Wildpark Bodanrück, das Heimatmuseum am Rathausplatz, die Pfarrkirche St. Nikolaus und das Schloss Hegne mit Grab der Seligen Schwester Ulrika
- Auf der Reichenau: das 724 gegründete und auf der UNESCO-Liste des Welterbes verzeichnete Kloster, das Münster St. Maria und Markus, das Heimatmuseum und die Kirchen St. Georg bzw. St. Peter und Paul
- Im 767 ha großen Wollmatinger Ried sind um die 300 Vogelarten zu beobachten; außerdem sind zahlreiche Orchideen- und mehrere Enzianarten zu finden

### Konstanz → Überlingen, 40 km

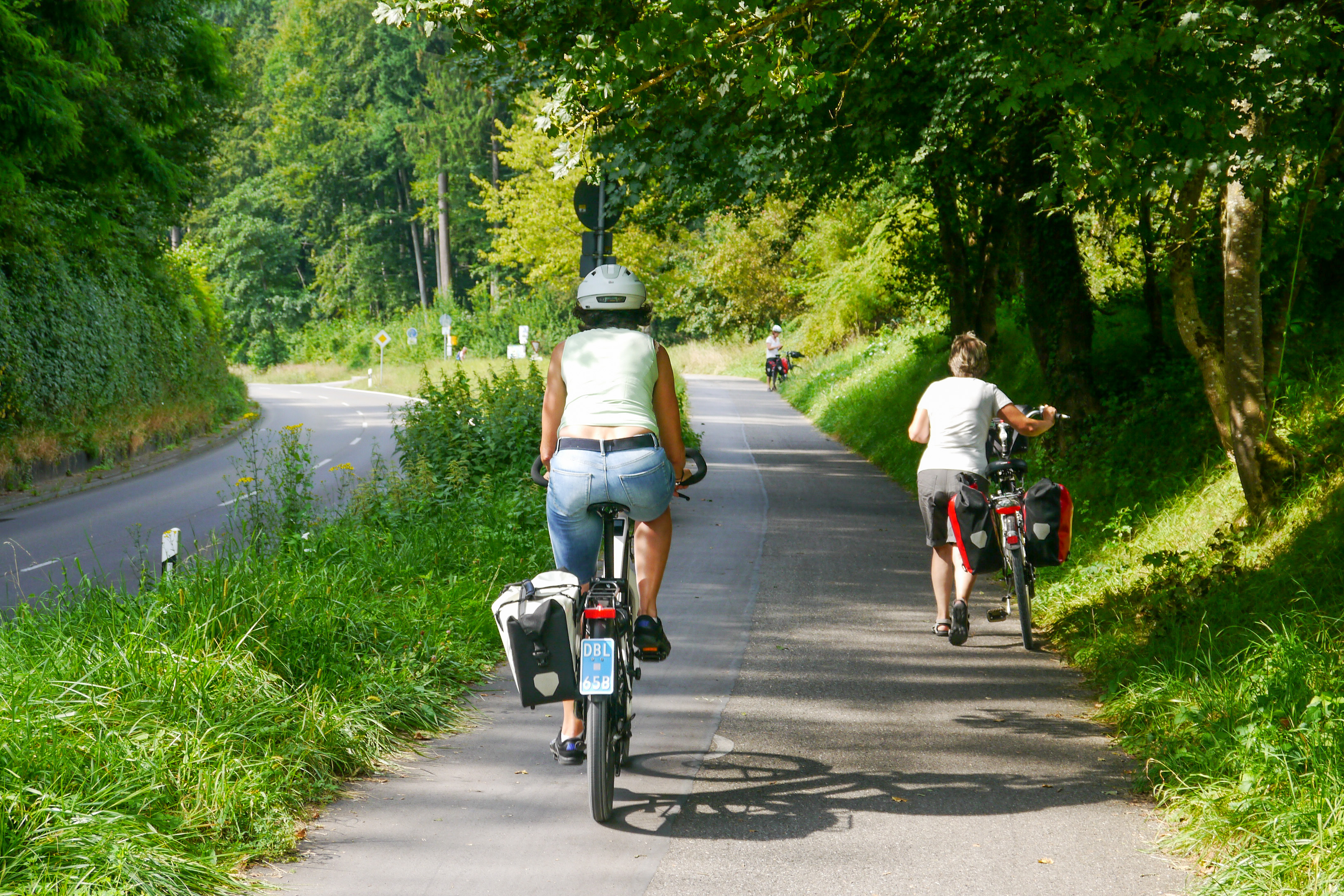
Radweg am Bodanrück: Ohne E-Bike muss man hier auch mal schieben.

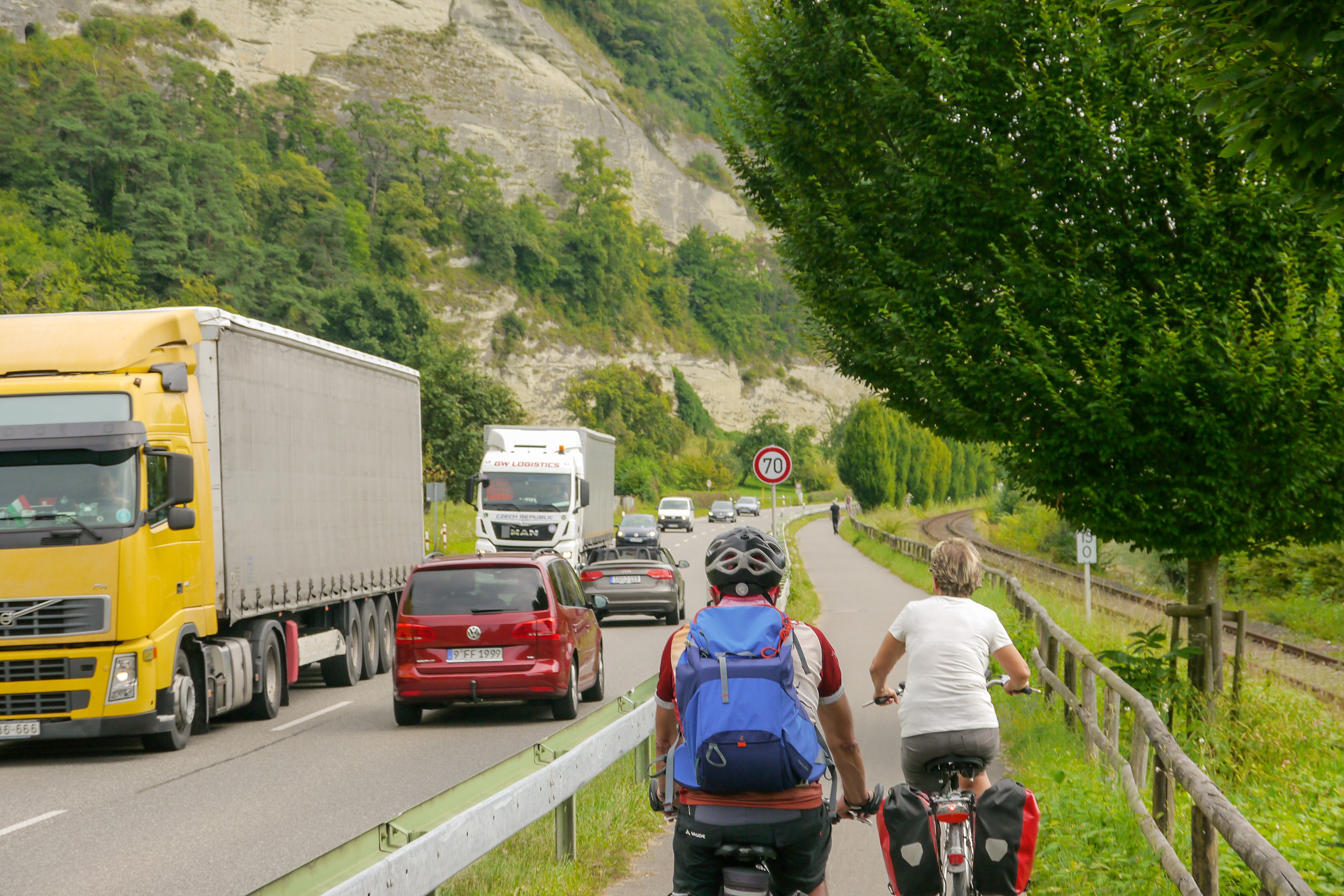
Radweg vor Überlingen: Hier ist nicht viel Platz für Idylle – Augen zu und durch.

Konstanz < 6 km > Mainau < 8 km > Wallhausen < 5,5 km > Langenrain < 10 km > Bodman-Ludwigshafen < 11,5 km > Überlingen
Aus der Konstanzer Innenstadt geht es über die alte Rheinbrücke. Hier beginnt die seit dem 1. April 1939 gültige Rheinkilometrierung: Ihr Nullpunkt liegt oberhalb der alten Brücke (Seezeichen mit weißem Globus) und endet mit Kilometer 1036,20 westlich von Hoek van Holland. Vorbei am ehemaligen Freizeitbad Jakob, heute Bodenseetherme, geht hinüber zum Fährhafen in Staad; die hier fahrenden Fähren nach Meersburg verkürzen die Radstrecke um 54 Kilometer! Wer die Fähre nicht nutzen möchte, folgt dem Radweg Richtung Überlingen und kommt zur Blumeninsel Mainau. Nach Litzelstetten, Dingelsdorf und Wallhausen müssen einige Höhenmeter überwunden werden: Der Weg führt hinauf auf den Bodanrück. Der Abfahrt nach Bodman-Ludwigshafen folgt der Radweg auf der anderen Seite des Überlinger Sees über Sipplingen, Hödingen und Goldbach nach Überlingen.

#### Sehenswürdigkeiten
- Auf der Mainau: das Schloss mit dem Garten, Gärtnerturm und Schmetterlingshaus
- Bei Langenrain: Marienschlucht hinunter zum Seeufer. Die Schlucht selbst ist für Radfahrer nicht passierbar (Treppen), der Uferweg von Wallhausen über die Marienschlucht nach Bodman ist für Radfahrer verboten.
- In Bodman-Ludwigshafen: das Gräfliche Schloss, das Aachried und das Schloss Frauenburg
- In Sipplingen: das ehemalige Franziskanerinnenkloster St. Ulrich, der ehemalige Spitalhof, die Bodensee-Wasserversorgung, das Postamt und das Rathaus
- In Überlingen: Altstadt mit Befestigungsanlagen, die Franziskanerkirche, das Münster und der Stadtgarten

### Überlingen → Friedrichshafen, 31 km

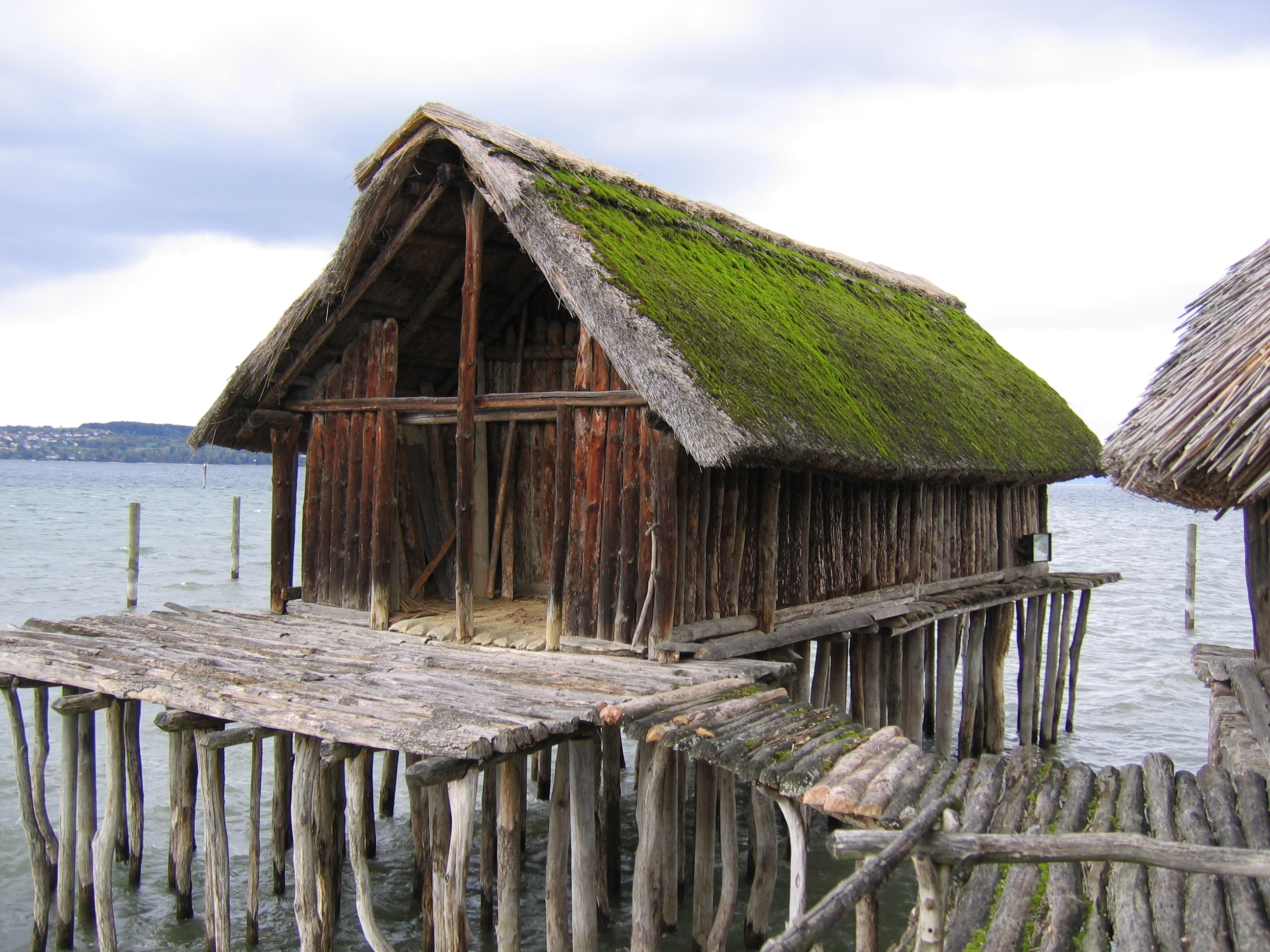
Steinzeithaus Schussenried im Pfahlbaumuseum

Überlingen < 8 km > Unteruhldingen < 5 km > Meersburg < 5 km > Hagnau < 13 km > Friedrichshafen
Überlingen verlässt der Radler Richtung Osten durch den Vorort Nußdorf und unterhalb der Wallfahrtskirche Birnau am ehemaligen Kloster Maurach vorbei durch Seefelden nach Unteruhldingen, Gemeinde Uhldingen-Mühlhofen mit seinem Pfahlbaumuseum. Von hier führt der Weg in die Stadt Meersburg. Durch das Weindorf Hagnau und am Schloss Kirchberg vorbei geht es durch Immenstaad, Fischbach, Manzell und Seemoos zum Friedrichshafener Stadtbahnhof. In diesem Abschnitt wird der Bodensee-Radweg mit stark frequentierten Wanderwegen gebündelt, was an verkehrsreichen Tagen das Vorankommen auf dieser Route für Radfahrer verlangsamt oder erschwert.

#### Sehenswürdigkeiten
- In Uhldingen-Mühlhofen: die Wallfahrtskirche Birnau, das historische Gasthaus Zum Sternen, die Kapelle St.-Wolfgang, die Ortskapelle und das Pfahlbaumuseum mit Funden und Nachbauten von Pfahldörfern aus der Stein- und Bronzezeit
- In Meersburg: die Burg Meersburg mit Museum mit Arbeits-, Schlaf- und Sterbezimmer von Annette von Droste-Hülshoff, die Bibelgalerie, das Weinbaumuseum Vineum Bodensee, das Neue Schloss und das Zeppelinmuseum
- In Hagnau: Alter Torkel, das Kleine Museum und die Pfarrkirche St. Johann Baptist
- In Immenstaad: die drei Schlösser Kirchberg, Helmsdorf und Hersberg, das Schwörerhaus, der Apfelweg und die spätgotische Pfarrkirche mit Wehrturm

### Friedrichshafen → Bregenz, 33 km

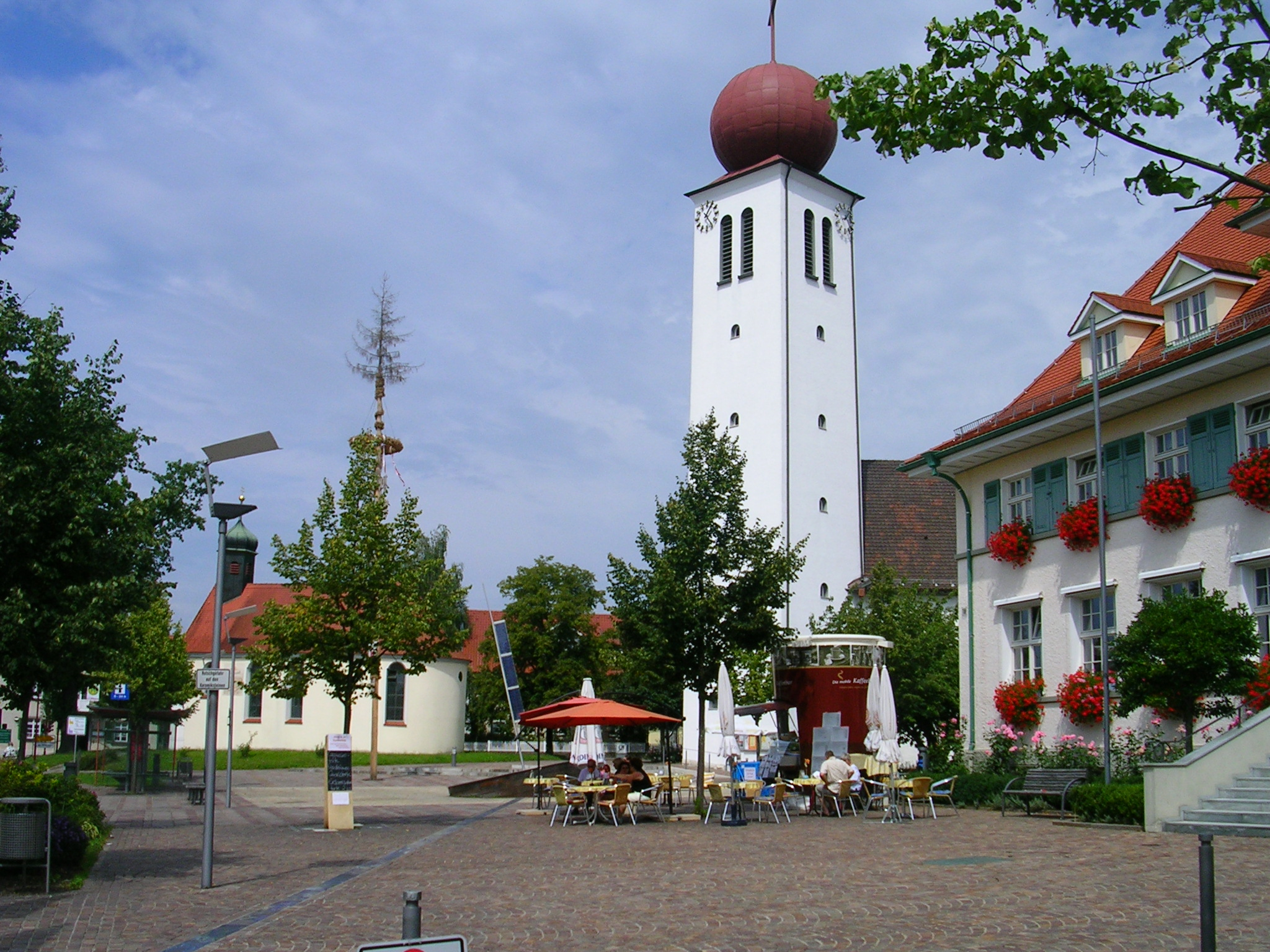
Eligiuskapelle, Pfarrkirche und Kressbronner Rathaus

Friedrichshafen < 5 km > Eriskirch < 3 km > Langenargen < 5 km > Kressbronn < 3 km > Nonnenhorn < 3 km > Wasserburg < 5 km > Lindau < 9 km > Bregenz
Der Radfahrer verlässt die Zeppelinstadt Friedrichshafen vom Stadtbahnhof her in östlicher Richtung. Nach dem Eriskircher Ried überquert man auf einer historischen Holzbrücke in Eriskirch die Schussen. Durch die Ortsteile Schlatt und Moos gelangt der Radwanderer bei Schwedi in die Gemeinde Langenargen, überquert die aus dem Allgäu kommende Argen auf der zweitältesten Kabelhängebrücke Deutschlands und durchfährt danach die Kressbronner Ortsteile Gohren, Schnaidt und Tunau. Am Kressbronner Strandbad – dem größten Naturstrandbad am Bodensee – und dem Seegarten vorbei geht es ins bayerische Nonnenhorn und Wasserburg. Über Reutenen, am Schloss Allwind vorbei und durch Schachen erreicht der Radfahrer die Stadt Lindau. Nach Durchfahrung der Lindauer Stadtteile Reutin und Zech geht es über die Leiblach, die hier die deutsch-österreichische Staatsgrenze bildet nach Lochau im Bundesland Vorarlberg. Direkt am See entlangfahrend gelangt man in die Landeshauptstadt Bregenz am Fuße des Pfänders.

#### Sehenswürdigkeiten
- In Friedrichshafen: das Zeppelin Museum, die ehemalige Klosterkirche des Klosters Hofen (Schlosskirche), das Zeppelindenkmal, das Schulmuseum und die Uferpromenade
- In Eriskirch: das Eriskircher Ried – das größte Naturschutzgebiet am nördlichen Bodenseeufer – mit Naturschutzzentrum im Bahnhof und die historische Holzbrücke
- In Langenargen: das Amtshaus, die Pfarrkirche St. Martin, die Kabelhängebrücke und das Schloss Montfort
- In Kressbronn: die Ausstellung historischer Schiffsmodelle im Schlössle, die Hofanlage Milz, die barocken Kapellen, der Bauernpfad und ein Maislabyrinth
- In Nonnenhorn: der 400 Jahre alte Weintorkel (ältester Kelter der Seeregion), die spätgotische St.-Jakobus-Kapelle (am Jakobusweg), die Steine der Seegfrörnen, das Dorfmuseum
- In Wasserburg: die Münzstätte am Wasserburger Bühl, das Gerichtshaus, die Halbinsel mit der Pfarrkirche St. Gallus und St. Georg und dem Schloss
- In Lindau: das Alte Rathaus, der Seehafen, das Haus zum Cavazzen, die Maximilianstraße (Fußgängerzone), Stifts- und Stephanskirche, der Diebesturm und die Stadtbefestigung
- In Bregenz: das Alte Rathaus, das Festspiel- und Kongresshaus, der Martinsturm, Pfänder mit Alpenzoo und Greifvogelwarte, der Radtunnel, das vorarlberg museum, das Kunsthaus Bregenz und das Theater am Kornmarkt

### Bregenz → Rorschach, 30 km
Bregenz < 4 km > Hard < 10 km > Fußach < 8 km > Rheineck < 8 km > Rorschach
Ab Bregenzer Bahnhof geht es an der Seebühne vorbei Richtung Bregenzer Ach, die über die 2011 neu errichtete Fahrrad- und Fußgängerbrücke überfahren wird. Durch Hard gelangt man nach Überfahrung des Rheins in das Naturschutzgebiet Rheindelta, vorbei am Rohrspitz, und überquert am Alten Rhein die Staatsgrenze in die Schweiz. Von dort verläuft der Radweg an Rheineck und am Buchberg vorbei durch nach Rorschach.

(Variante: Ab Rheinbrücke durch Höchst bis zum Grenzübergang am Alten Rhein)

#### Sehenswürdigkeiten

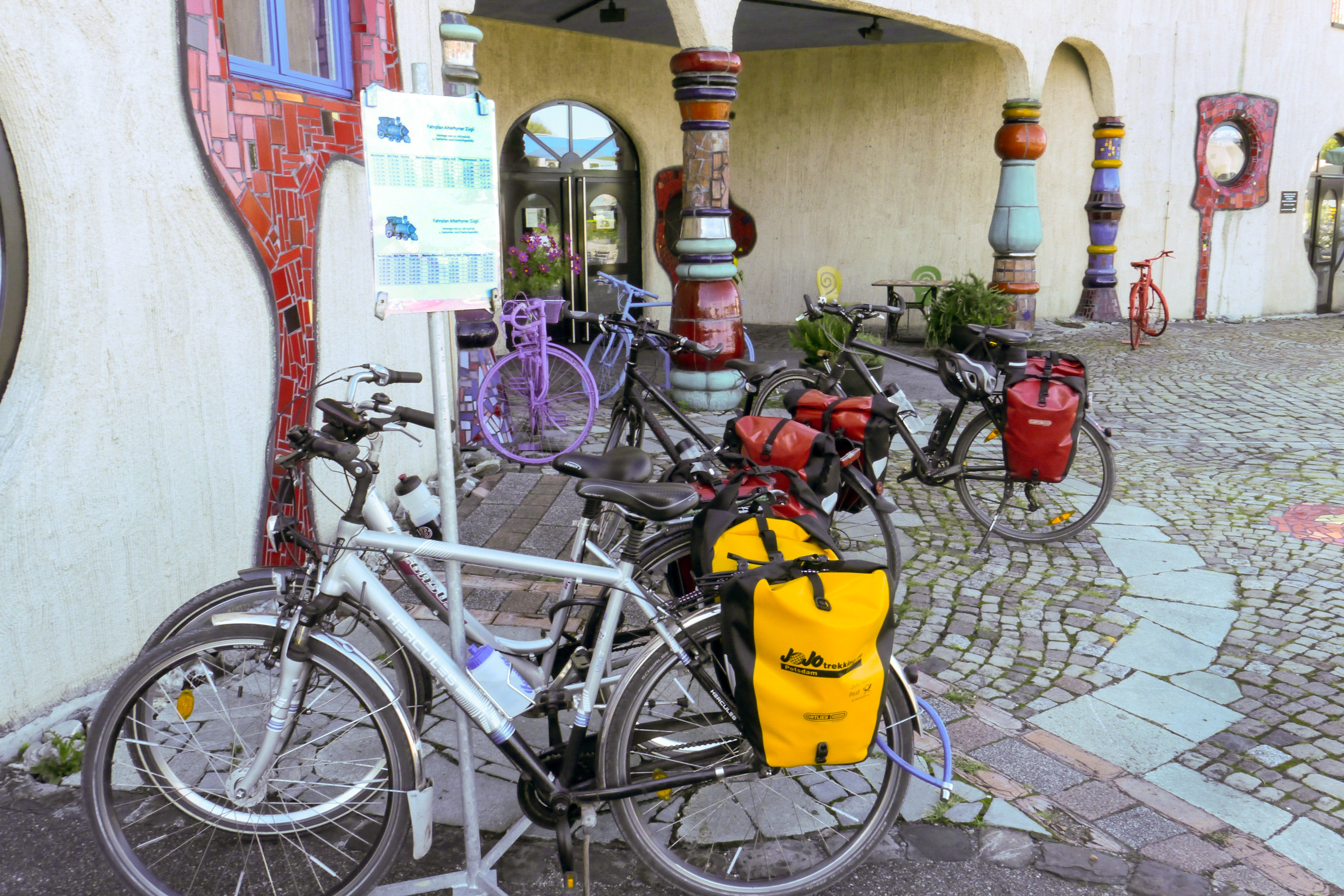
Fahrräder vor der Markthalle von Hundertwasser in Altenrhein

- Bei Höchst: die Naturschutzgebiete Rohrspitz und Rheinspitz
- Bei Rheineck: der Flugplatz St. Gallen-Altenrhein mit Fliegermuseum Altenrhein
- Die Markthalle in Altenrhein von Friedensreich Hundertwasser (Eintritt gegen Gebühr)
- In Rorschach: die Pfarrkirche Sankt Kolumban und Konstantius, das Kloster Mariaberg, das Kornhaus und die Rorschach-Heiden-Bergbahn

### Rorschach → Konstanz, 40 km

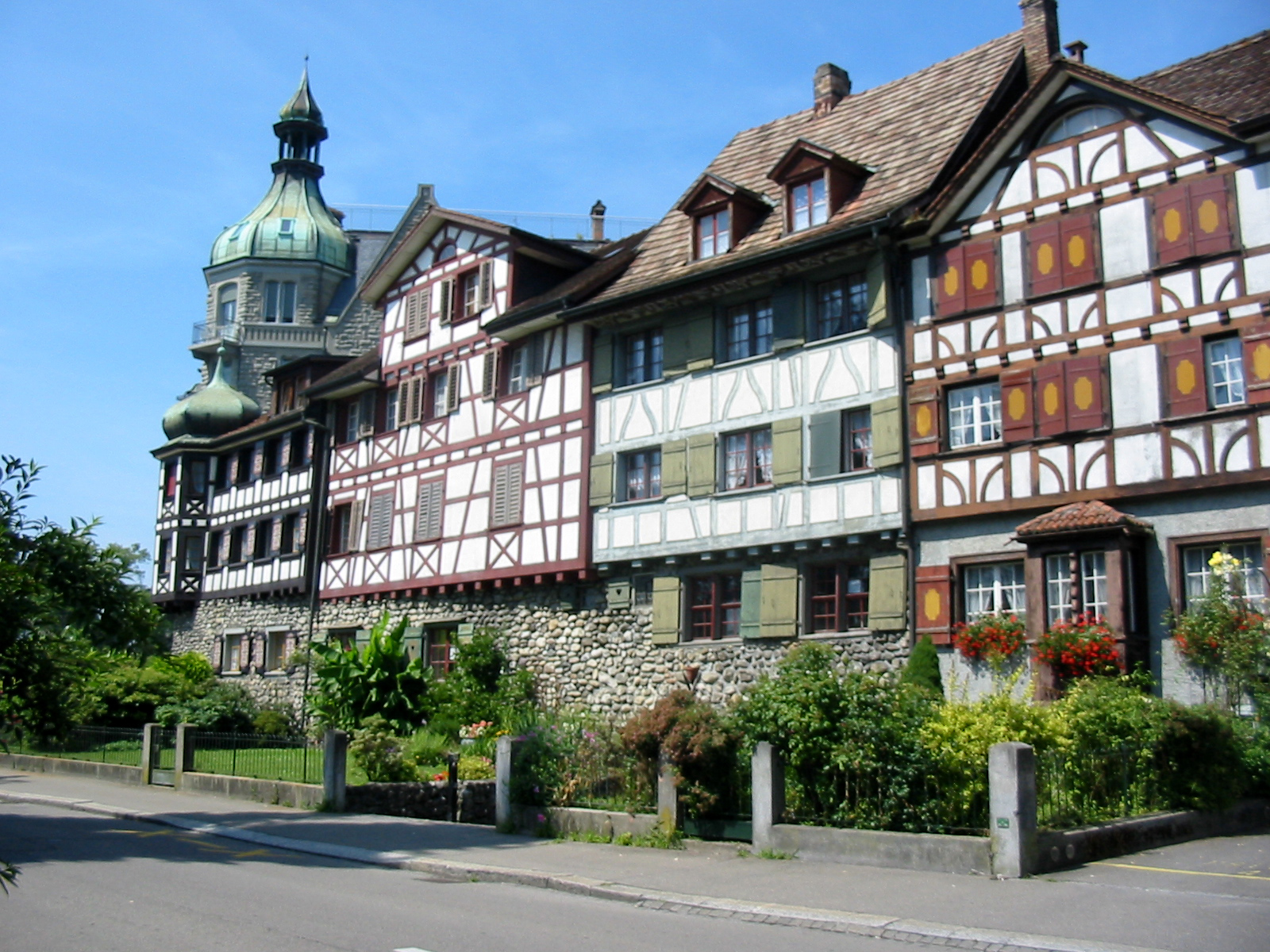
Häuserreihe in der Arboner Untertorgasse

Rorschach < 8 km > Arbon < 10 km > Romanshorn < 21 km > Kreuzlingen < 1 km > Konstanz
Entlang der Hauptstrasse 13 verlässt der Radfahrer Rorschach in Richtung Konstanz. Durch Horn und Steinach gelangt man in die Stadt Arbon, eine der ältesten Städte am Bodensee: Arbon hat römische Wurzeln und hieß ursprünglich Arbor Felix (lat. „glücklicher Baum“). Durch Frasnacht und Egnach geht es weiter nach Romanshorn. Hier besteht eine Fährverbindung nach Friedrichshafen. Anschließend verläuft der Radweg, nahe am Seeufer entlang, durch Landschlacht mit der Leonhardskapelle und Münsterlingen nach Kreuzlingen und Konstanz, die größte Stadt am Bodensee.

#### Sehenswürdigkeiten
- In Arbon: die Altstadt, Römerfunde, das Schloss aus dem 15. Jahrhundert, die St. Gallus-Kapelle und die St.-Martin-Kirche
- In Romanshorn: der Bahnhof und der nach Wasserfläche größte Hafen am Bodensee, die Alte Kirche, der Brunnen am See
- In Kreuzlingen: die Basilika St. Ulrich, das Feuerwehrmuseum, die Kornschütte, die Seeburg, das ehemalige Augustinerstift und das Seemuseum
- In Konstanz: die Altstadt, das Konzilgebäude, das Münster Unserer Lieben Frau, das Rosgartenmuseum und das Sea Life Centre, das Universitätsgelände mit Panoramaterrasse

## Beschilderung und Streckenvarianten
Der Radweg ist im Allgemeinen gut beschildert. An einzelnen Stellen ist es aber möglich oder lohnend, von der lokalen Beschilderung abzuweichen, um eine ruhigere oder seenähere und dabei ebenfalls für Fahrräder zugelassene Variante zu fahren.
- Etappe Steckborn → Stein am Rhein: Gleich hinter dem Bahnhof Eschenz kann man die Schienen überqueren und direkt hinab zum Rhein fahren. Auf einem ruhigen Rad- und Wanderweg erreicht man so Stein am Rhein und hat noch die Möglichkeit zu einem Abstecher auf die Insel Werd.
- Etappe Konstanz ↔ Steckborn: Innerhalb des Ortes Ermatingen kann man anstelle der beschilderten direkten Strecke den kleinen Umweg entlang der Seepromenade nehmen.
- Etappe Radolfzell ↔ Konstanz: Zwischen Radolfzell und Markelfingen existiert als Alternative ein Radweg seeseitig direkt neben den Bahnschienen. Dieser ist landschaftlich noch reizvoller als die offizielle Wegführung, aber nicht asphaltiert.
- Etappe Radolfzell ↔ Konstanz: Die Etappe zwischen Allensbach und Konstanz ist vergleichsweise unattraktiv, da man längere Zeit nah neben der Bundesstraße fahren muss. Als Alternative kann in Erwägung gezogen werden, hier dem Bodensee-Rundwanderweg zu folgen, der viel weiter im Landesinnern als der Radweg verläuft (Karte mitführen, um den Einstieg zu finden). Der Wanderweg ist auf diesem Stück auch für Radfahrer zugelassen, landschaftlich sehr lohnend, bringt allerdings einen spürbaren Umweg mit sich.
- Etappe Überlingen ↔ Friedrichshafen: Von Überlingen kommend führt hinter Schloss Maurach die Beschilderung weiter geradeaus nach Unteruhldingen. Biegt man aber kurz hinter dem Schloss seewärts nach rechts ab, fährt man auf einem guten Rad- und Fußweg am Naturschutzgebiet Seefelder Aachmündung entlang dichter am See. Auch in umgekehrter Richtung möglich.
- Etappe Friedrichshafen ↔ Bregenz: Bei der Ausfahrt aus Langenargen (von Friedrichshafen kommend) bzw. beim Campingplatz Gohren (von Bregenz kommend) kann man entgegen der offiziellen Markierung des Bodensee-Radwegs den Weg über den Argensteg nehmen, der ebenfalls als Radweg ausgezeichnet ist (seenäher und ruhiger, eher kürzer, aber nicht asphaltiert).
- Etappe Bregenz ↔ Rorschach: Der offizielle Weg quert das Rheindelta auf einer möglichst kurzen Strecke. Eine landschaftlich sehr empfehlenswerte Variante ist aber die Fahrt auf dem Polderdamm, der sich am gesamten Nordrand des Deltas erstreckt, wobei man ausgedehnte Riedflächen, Sandstrände sowie das Rheinholz passiert.
- Etappe Konstanz → Überlingen: Die offizielle Strecke führt von Langenrain über Liggeringen nach Bodman durchweg an der Straße entlang. Als Variante kann man ca. 100 m hinter Langenrain den Weg mit Wandermarkierung Echotal rechts aufwärts in den Wald nehmen, dieser Markierung immer weiter aufwärts folgen, am Pfrundacker rechts in Serpentinen abwärts bis ganz ans Seeufer und weiter durch den stillen Ort Bodman (etwas mehr Steigung, aber sehr ruhige, aussichtsreiche und für Fahrräder zugelassene Strecke auf nicht asphaltierten Waldwegen, dabei auch spürbar kürzer als der offizielle Bodensee-Radweg). Auch in Gegenrichtung ist diese Variante möglich, wobei dann auf dem steilen Anstieg evtl. ½ Stunde geschoben werden muss.
- Etappe Konstanz → Überlingen: Die offizielle Strecke führt zwischen Bodman und Ludwigshafen durchgängig neben der Straße entlang. Folgende, für Radfahrer freigegebene Variante ist empfehlenswert: In Bodman zunächst den Wegweisern des Bodenseerundwanderwegs folgen. Dann aber nicht rechts abbiegen, sondern weiter geradeaus entlang dem Wegweiser Richtung „Großes Ried/Sportanlagen“. Vor der Sportanlage rechts führt ein Radweg in das Naturschutzgebiet hinein (weiter rechts halten). Nur noch den letzten Kilometer muss man bis Ludwigshafen der Straße folgen.

## Verkehrsanbindung
Der Bodenseeradweg ist an vielen Stellen mit dem Verkehrsnetz der jeweiligen Bahnen verbunden. Die Bahnunternehmen bieten Fahrradmitnahme an, ebenso die Fahrgastschiffe und Auto- und Personenfähren, die verschiedene Querverbindungen über den See ermöglichen.
Der Bodensee-Radweg ist mit vielen weiteren Fernradwegen vernetzt: In Deutschland beispielsweise mit dem Bodensee-Königssee-Radweg ab Lindau, dem Hohenzollern-Radweg ab Ludwigshafen, dem Radwanderweg Donau-Bodensee ab Kressbronn bzw. Immenstaad oder dem Heidelberg-Schwarzwald-Bodensee-Weg ab Radolfzell. In der Schweiz ist er unter anderen mit der Seen-Route, der Mittelland-Route und der Alpenpanorama-Route verbunden.

## Wegequalität
Der Allgemeine Deutsche Fahrrad-Club (ADFC) zeichnete den Weg im Jahr 2016 mit vier Sternen aus. Laut ADFC verläuft die Strecke zu 59,5 % auf selbstständigen Radwegen, und auf über 70 % der Strecke wird der Radtourist von kaum bis gar keinem Autoverkehr beeinträchtigt. Die Routenführung bewertet der ADFC als „sehr gut“ und gibt ihr fünf Sterne.

## Trinkwasser
Am Radweg findet man immer wieder öffentliche Trinkwasserbrunnen. Solche gibt es besonders zahlreich auf dem Schweizer Abschnitt, aber auch in Deutschland, und zwar bei der Entnahmestelle der Bodensee-Wasserversorgung nahe Sipplingen sowie in einigen Ortskernen (z. B. Überlingen, Radolfzell, Nonnenhorn).

## Weitere praktische Hinweise
- Der Bodenseeradweg kann im oder gegen den Uhrzeiger gefahren werden, er ist in beide Richtungen ausgeschildert. Die meisten Beschreibungen sind im Uhrzeigersinn – so ist man näher am See.
- Das wilde Campen ist fast überall am Bodensee-Radweg verboten, zahlreiche Verbotsschilder weisen darauf hin.
- Auf der deutschen Seite des Bodenseeradwegs kommt man wesentlich häufiger an Lebensmittelgeschäften vorbei als auf der Schweizer Seite.
- In einigen kleinen Teilstücken des Bodensee-Radwegs gilt für Radfahrer ein Geschwindigkeitslimit von 7 km/h.
- Die Beschilderung des Radwegs ist in den drei Ländern nicht einheitlich.
- Der Bodenseeradweg ist inzwischen nahezu durchgängig asphaltiert und dadurch auch für Inlineskater befahrbar. Einzig im Grenzgebiet Österreich/Schweiz muss man von der Beschilderung abweichen und eine Abkürzung fahren. Im Schweizer Bereich ist der Weg im Rahmen von Skatingland Schweiz parallel für Inliner extra gekennzeichnet und teilweise etwas anders geführt.